# Jorge Aguirre de Céspedes
Jorge Aguirre de Céspedes (Lesaca, España, 5 de enero de 2000) es un futbolista cubano que juega como delantero en el Panetolikos de la Superliga de Grecia.

## Trayectoria
Nacido en Lesaca, municipio de Navarra, se unió al fútbol base de la Real Sociedad en 2016 proveniente del Beti Gazte KJKE. Debutó con el equipo C el 25 de agosto de 2018, partiendo como titular en una victoria por 2-0 frente a la S. D. San Pedro en la extinta Tercera División.
Su primer gol con el equipo C llegó el 2 de septiembre de ese mismo año al anotar el quinto en una victoria por 6-0 a la S. D. Zamudio. Poco menos de dos años después, el 1 de noviembre de 2020, debutó con el filial al sustituir en la segunda parte a Daniel Garrido, donde además anotó su primer tanto con el B a los 46 segundos de entrar para anotar el tercer tanto de su equipo en un 3-0 al C. D. Laredo.
Debutó profesionalmente el 31 de diciembre de 2021 con el propio B, al sustituir a Luca Sangalli en una derrota por 3-2 frente a la S. D. Eibar en la Segunda División. En esta categoría tendría más oportunidades de jugar esa misma temporada, ya que el 20 de enero fue cedido al C. D. Mirandés.
En junio de 2023 puso fin a su etapa en la Real Sociedad y firmó por C. A. Osasuna para jugar en el filial. Con él marcó cinco goles en 37 partidos y en julio de 2024 se unió al Gil Vicente F. C. por tres temporadas. Tras la primera de ellas fue prestado al Panetolikos, que se guardaba una opción de compra.

## Selección nacional
De madre cubana, fue convocado por la selección de Cuba para dos partidos de clasificación para la Copa Mundial de 2026 en junio de 2025. Marcó en el segundo de ellos ante Bermudas su primer gol internacional, pero este no fue suficiente para evitar la derrota y quedarse sin opciones de disputar la cita mundialista.

## Clubes
Actualizado al último partido disputado en mayo de 2025.
| Club                    | País     | Año       | Partidos | Goles |
| ----------------------- | -------- | --------- | -------- | ----- |
| Real Sociedad "C"       | España   | 2018-2022 | 46       | 10    |
| Real Sociedad "B"       | España   | 2020-2023 | 54       | 6     |
| C. D. Mirandés (cedido) | España   | 2022      | 8        | 0     |
| C. A. Osasuna "B"       | España   | 2023-2024 | 37       | 5     |
| Gil Vicente F. C.       | Portugal | 2024-act. | 34       | 4     |
| Panetolikos (cedido)    | Grecia   | 2025-act. |          |       |